# Кингория
Кингория (лат. Dicynodontoides или Kingoria, от Кингори, названия местности в Танзании) — вымерший род мелких дицинодонтов из поздней перми (зона Cistecephalus-Dicynodon) Южной и Восточной Африки. Возможно существование рода и в поздней перми Индии. Типовой вид — Kingoria recurvidens.

## История
K. recurvidens описан Р. Оуэном в 1876 году как Dicynodon recurvidens. В отдельный род выделена Б. Коксом в 1959 году.

## Описание
Отличается необычными особенностями строения — роговой клюв, находившийся на латеральных поверхностях верхней челюсти позади клыка, имел закруглённую тупую поверхность. Противостоящая поверхность на нижней челюсти также закруглена. Это предполагает раздавливание пищи. В то же время, впереди клыка и на конце нижней челюсти роговые поверхности были острыми. Клыки могли отсутствовать (возможно, у самок). Предположительно, питалась не растительной пищей, а беспозвоночными, которых заглатывала целиком.
Интересен посткраниальный скелет — передние конечности оставались расставленными и, возможно, служили для выкапывания пищи. Задние конечности почти выпрямленные. Вероятно, животное было активным и подвижным. Длина черепа до 15 см, общая длина около 60 см.

## Таксономия
Близкий род Kombuisia с единственным видом K. frerensis описан Н. Хоттоном в 1974 году из низов среднего триаса (зона Cynognathus) Южной Африки. Оба рода выделяют в семейство Kingoriidae. Это одна из трёх линий дицинодонтов, переживших пермско-триасовое вымирание.